# Георги Кочов
Георги Кочов е български олимпиец, участвал на зимните олимпийски игри в Инсбрук през 1976 г. първият българин победил ски легендата Стенмарк през 1973 в Руполдинг Германия, на паралелен слалом на финал на европейско

## Биография
Роден е на 10 ноември 1954 година. Участва в три алпийски дисциплини – спускане, гигантски слалом и слалом на зимните олимпийски игри, провели се в Инсбрук през 1976 година. 
Резултати от Инсбрук 1976
спускане – 50-и от 74 участници
гигантски слалом – не завършва
слалом – не завършва